# The Other Woman (Lost)
The Other Woman este un episod din serialul Lost, seria 4